# Йоаким II Търновски
Йоаким II е патриарх на Българската църква (около 60-те години на 13 век). Споменава се в Синодика на българската православна църква и в ктиторски надпис от скалния манастир при село Троица, Шуменска област, където през 1265 е построена църквата „Св. Никола и св. мъченик Андрей“. Приемник на патриарх Василий II Български и предшественик на патриарх Игнатий. Един от регентите на малолетния цар Калиман I.